# Oberliga 1954-1955
L'edizione 1954-55 della Oberliga vide la vittoria finale del Rot-Weiss Essen.

## Primo turno di qualificazione
| Arbitro: | Samuel Tretter |

|                                  |           |  |
| Wächter 27’ Demski 34’ Linka 71’ | Marcatori |  |

| Arbitro: | Gunther Ternieden |

|                                  |           |                                           |
| Lang 38’ Mokroß 40’ Kapteina 46’ | Marcatori | 17’ Rupprecht 47’ Mechnig 65’ (aut.) Lill |

| Arbitro: | Gunther Ternieden |

|                                 |           |                      |
| Kapteina 53’, 68’ Machnicki 83’ | Marcatori | 57’ Müller 85’ Sehrt |

## Secondo turno di qualificazione
| Arbitro: | Werner Treichel |

|                      |           |             |
| Weiß 38’ Schroer 60’ | Marcatori | 62’ Grziwok |

## Girone 1
|  | Pos. | Squadra          | Pt | G | V | N | P | GF | GS | DR  |
|  | ---- | ---------------- | -- | - | - | - | - | -- | -- | --- |
|  | 1.   | Kaiserslautern   | 9  | 6 | 3 | 3 | 0 | 20 | 8  | +12 |
|  | 2.   | Amburgo          | 8  | 6 | 3 | 2 | 1 | 8  | 5  | +3  |
|  | 3.   | Sodingen         | 7  | 6 | 2 | 3 | 1 | 13 | 9  | +4  |
|  | 4.   | Viktoria Berlino | 0  | 6 | 0 | 0 | 6 | 4  | 23 | -19 |

| Arbitro: | Jacobi |

|           |           |                         |
| Nocht 72’ | Marcatori | 17’ Scheffler 58’ Eckel |

| Arbitro: | Günther Sparing |

|              |           |  |
| Schlegel 81’ | Marcatori |  |

| Arbitro: | Albert Meißner |

|                          |           |                  |
| Render 19’ Scheffler 28’ | Marcatori | 47’, 57’ Stürmer |

| Arbitro: | Erich Asmussen |

|                                                    |           |           |
| Adamik 21’ Harpers 53’ Wächter 65’, 82’ Wenker 80’ | Marcatori | 70’ Nocht |

| Arbitro: | Gunther Ternieden |

|             |           |  |
| Schemel 89’ | Marcatori |  |

| Arbitro: | Walter Zimmermann |

|                        |           |                          |
| Wächter 14’ Wenker 78’ | Marcatori | 45’ Wanger 69’ Scheffler |

| Arbitro: | Albert Meißner |

|                       |           |                        |
| Walter 29’ Wenzel 59’ | Marcatori | 33’ Demski 44’ Wächter |

| Arbitro: | Josef Wershoven |

|  |           |                       |
|  | Marcatori | 8’ Harden 86’ Stürmer |

| Arbitro: | Emil Schmetzer |

|             |           |                 |
| Schlegel 4’ | Marcatori | 17’, 59’ Wenzel |

| Arbitro: | Leo Horn |

|                |           |                            |
| Nocht 55’, 62’ | Marcatori | 15’ Wächter 29’, 62’ Linka |

| Arbitro: | Werner Treichel |

|            |           |            |
| Demski 48’ | Marcatori | 37’ Seeler |

| Arbitro: | Günther Sparing |

| |           |  |
| Wenzel 8’, 88’ Walter 40’, 55’ Liebrich 58’ Kohlmeyer 70’ Baßler 76’ (rig.) Wanger 79’, 87’ Scheffler 80’ | Marcatori |  |

## Girone 2
|  | Pos. | Squadra           | Pt | G | V | N | P | GF | GS | DR  |
|  | ---- | ----------------- | -- | - | - | - | - | -- | -- | --- |
|  | 1.   | Rot-Weiss Essen   | 10 | 6 | 4 | 2 | 0 | 16 | 5  | +11 |
|  | 2.   | Bremerhaven       | 6  | 6 | 2 | 2 | 2 | 5  | 10 | -5  |
|  | 3.   | Kickers Offenbach | 4  | 6 | 2 | 0 | 4 | 11 | 12 | -1  |
|  | 4.   | Wormatia Worms    | 4  | 6 | 1 | 2 | 3 | 6  | 11 | -5  |

| Arbitro: | Josef Wershoven |

|             |           |  |
| Schroer 40’ | Marcatori |  |

| Arbitro: | Alois Pennig |

|                                                      |           |  |
| Islacker 31’ Termath 40’ Röhrig 52’ Vordenbäumen 57’ | Marcatori |  |

| Arbitro: | Albert Dusch |

|              |           |                             |
| Kaufhold 79’ | Marcatori | 69’, 83’ Termath 81’ Röhrig |

| Arbitro: | Willi Thier |

|              |           |  |
| Kapteina 63’ | Marcatori |  |

| Arbitro: | Johannes Malka |

|                      |           |  |
| König 35’ Mokroß 66’ | Marcatori |  |

| Arbitro: | Burmeister |

|              |           |           |
| Islacker 52’ | Marcatori | 23’ Sehrt |

| Arbitro: | Walter Zimmermann |

|           |           |                                  |
| Müller 3’ | Marcatori | 21’ Islacker 24’ Rahn 70’ Röhrig |

| Arbitro: | Helmut Fritz |

|                                         |           |  |
| Lühr 23’ (aut.) Wade 29’ Kraus 74’, 78’ | Marcatori |  |

| Arbitro: | Erich Asmussen |

|                             |           |           |
| Islacker 41’, 47’, 57’, 60’ | Marcatori | 69’ Weber |

| Arbitro: | Schreiber |

|                  |           |           |
| Sehrt 55’ (rig.) | Marcatori | 8’ Mokroß |

| Arbitro: | Schreiber |

|          |           |                |
| Lang 52’ | Marcatori | 69’ Gottschalk |

| Arbitro: | Loser |

|                                      |           |                      |
| Kraus 3’, 30’, 58’ Kaufhold 20’, 73’ | Marcatori | 18’ Sehrt 63’ Hammer |

## Finale scudetto
| Arbitro: | Albert Meißner |

|                                                                                          |            |                                                                                    |
| Islacker 18’, 43’, 85’ Röhrig 27’                                                        | Marcatori  | 11’, 56’ Wenzel 72’ (rig.) Baßler                                                  |
| Herkenrath Wewers Köchling Jänisch Jahnel Grewer Islacker Gottschalk Termath Röhrig Rahn | Formazioni | Hölz Liebrich Kohlmeyer Baßler Mangold Eckel Render Walter Wenzel Wanger Scheffler |
| Szepan                                                                                   | Allenatori | Schneider                                                                          |

## Verdetti
- Rot-Weiss Essen campione della Germania Ovest 1954-55 e qualificato alla prima edizione della Coppa dei Campioni.